# テックアーツ
株式会社テックアーツは、かつて存在した日本のアダルトゲーム会社。北海道えろげー組合（きたえろ）加盟。

## 沿革
- 1996年10月 - 株式会社クラフトワークスのメイビーソフト（May-Be SOFT）から、「May‐Be SOFT TRUSE」を独立させる形で有限会社テックアーツを設立。
- 2000年1月 - 開発部門が解散したメイビーソフトより業務依託を受け、「May-Be SOFT」ブランドを継承（日高真一の個人ブランド「オーサリングヘヴン」のみ合資会社コンプリーツに移行）。
- 2003年2月 - 「May-Be SOFT」ブランドを、関連会社である有限会社リエーヴルに譲渡。
- 2004年1月 - コンピュータソフトウェア倫理機構を脱退し、メディア倫理協会（現コンテンツ・ソフト協同組合）審査へ移行。
- 2005年1月 - 有限会社より株式会社へ組織変更。
- 2019年12月 - 解散。

## 傘下ブランドと作品一覧

### May-Be SOFT
1999年までは株式会社クラフトワークスのブランド。2000年にテックアーツに移行。2003年からは有限会社リエーヴルに移行。

### MBS TRUTH
May-Be SOFTの派生ブランド。旧称は「MBS TRUSE」。

### G.J?
佐野俊英が原画を担当。「Ripe」の後継ブランド。

### OLE
当初は「OLE」ブランドであったが、後に「OLE-M」「牛乳戦車」に移行。
OLE時代の『アイアンメイデン』から『釣りバカ』までは牛乳戦車が原画を担当（『転娘!?』はぽよぷよさんが原画を担当）。
- 2006年03月17日 - 転娘!? とにかくよく転ぶドジっ娘たち
- 2006年11月24日 - アイアンメイデン -鋼のオトメ-
- 2007年06月29日 - おっぱいバカ -おっぱい以外は認めない!!-
- 2008年03月28日 - 釣りバカ -学園対抗!女子校生釣り上げアドベンチャー-

#### OLE-M
望月望が原画を担当。
- 2008年11月28日 - おっぱいの王者48 〜何も考えず目の前のおっぱい全部しゃぶれ!〜
- 2009年10月30日 - このままじゃ姉とセックスしてしまう!? -あれ、弟よ、いま中でださなかった?-
- 2010年11月26日 - 先パイ・乙パイ・過去に戻りパイ -あの日あの時、SEXしておけば良かった-
- 2011年11月18日 - 俺はツマキラー -妻5人、娘5人、親娘丼おかわりっ!-
- 2012年11月22日 - 毎日しゃぶっていいですか? -1部屋-魔乳家族-
- 2014年02月28日 - 催眠クラス -女子全員、知らないうちに妊娠してました-

#### 牛乳戦車
牛乳戦車が原画を担当。
- 2010年04月23日 - 最強御主人様! －Mighty My Master－
- 2014年03月28日 - くのいちが如く -脱がせ!爆乳ニンジャーズ!-

### One-up
オギン★バラが原画を担当。
- 2013年02月22日 - デデンデン!
- 2013年08月30日 - 聖ブリュンヒルデ学園少女騎士団と純白のパンティ -甲冑お嬢様の絶頂おもらし-
- 2014年05月30日 - 姫汁
- 2015年07月24日 - 星空のバビロン -迫り来るコズミックすけべおねぇさんズ-

### Tech Arts3D
- 2008年06月13日 - 3Dカスタム少女
  - 2008年12月24日 - 3Dカスタム少女XP
- 2009年08月11日 - MADRISM（Xbox 360用ソフト：Xbox Live インディーズ ダウンロード配信専用）

### Bullet
- 2013年11月15日 - 3D少女カスタムエボリューション

### SEX SIMULATOR
- 2013年05月31日 - USBオナホール付きセックスシミュレーター3D No.01 YUMI
- 不明 - USBオナホール付きセックスシミュレーター3D 渡部 麻遊

### その他
PotatoSoftware / Giza10
- オレは少女漫画家
  - オレは少女漫画家R
- Project U-Ta-Hi-Me

Ripe（活動休止）
- すいーとじぇみに 〜僕の妹〜
- ペンシラー★カナ
- 雪のにおいと風のいろ
- Private Emotion
- とらぶる☆とらいあんぐる
- Nonfiction 〜題名のないラブストーリー〜
- 妹☆妹（まい☆しすたぁ） 〜SweetGemini〜

Sheep（活動休止）
- シンクロ

## 関連企業
KURIYA（有限会社栗や）
ソフト・オン・デマンドとの提携ブランド、テックアーツと代表が同じ。
- そよ風のハーモニー
- メイドさんGo! Go!
- やりまくりオンライン
- My-Girl Vol.1 野腹うさぎ
- My-Girl Vol.2 紗月結花